# A dos Negros
A dos Negros es una freguesia portuguesa del municipio de Óbidos, con 16,82 km² de superficie. Su densidad de población es de 88,8 hab/km².